# Cheilotrichia nigristyla
Cheilotrichia nigristyla är en tvåvingeart som beskrevs av Alexander 1970. Cheilotrichia nigristyla ingår i släktet Cheilotrichia och familjen småharkrankar. Inga underarter finns listade i Catalogue of Life.